# Edmond Pidoux
Edmond Pidoux (* 25. Oktober 1908 in Hornu, Belgien; † 17. April 2004) war ein Schweizer Schriftsteller.

## Leben
Edmond Pidoux wurde als Sohn des Pfarrers Louis-Samuel Pidoux (1878–1953) in Belgien geboren. Nach Kriegsbeginn kam er mit seinem älteren Bruder, dem Pfarrer und Kirchenmusiker Pierre Pidoux (1905–2001), nach Lausanne. Dort absolvierte er das Gymnasium und studierte Französische Literatur an der Universität Lausanne. Nach dem Abschluss mit dem Lizentiat war er als Lehrer tätig. Daneben war er zeitlebens ein begeisterter Bergsteiger und redigierte jahrelang die Mitgliederzeitschrift Les Alpes des Schweizer Alpen-Clubs.
Pidoux veröffentlichte, neben Beiträgen in Zeitungen und Zeitschriften, mehrere Gedichtbände, zwei Romane, Erzählungen, aber auch Essays und Sachbücher. Dazu verfasste er Theaterstücke und Filmdrehbücher.

## Auszeichnungen
- 1982: Prix des écrivains vaudois für das Gesamtwerk

## Werke

### Lyrik
- La chambre haute, 1941
- Charmes pour la male heure, 1963
- Bois d’ébène, 1965
- Passage de la ligne, 1966
- Africaines, 1967
- De David à Jonas, 1969
- L’espace d’un moment, 1975
- Pour rien, pour personne, 1990
- Raconte-moi ton village, 1992
- La ligne d’ombre, 1993
- Le verbe être, 1996

### Prosa
- Une île nommée Newbegin, 1977
- Le rêve et la pierre, 1980 (Kinderbuch)
- La journée de Dreuze, 1982
- Malices et merveilles, 1985
- Les visites inattendues à l’heure du repas, 1990

### Essays, Sachbücher
- L’Afrique à l’âge ingrat, 1956
  - Afrika. Ein Kontinent – zwei Welten. Bahn, Konstanz 1957.
- Madagascar, maître à son bord, 1962
- Quelques remarques sur le problème du français chanté, 1969
- Voir la montagne, 1970
- Anthologie romande de la littérature alpestre, 1972
- Le Château de Chillon, 1975
  - Das Schloss Chillon, übersetzt von Oswald Ruppen, Neuenburg 1975.
- Le Langage des Romands, 1983
- Piloter mieux sa langue, 1987
- Une vie pour la montagne, 1988

### Theaterstücke
- L’arche de jonc, 1948
- Nicodème, 1949
- Les naufragés de bon coeur, 1950
- Ni le sang ni la loi, 1951
- L’histoire de Jonas, 1951
- Lady Godvine ou le marché de Coventry, 1958
- Une chance du diable, 1964
- Mademoiselle de Roannez ou l’ombre de Blaise, 1983